# Scjentokracja
Scjentokracja – ustrój, w którym decyzje polityczne oparte są bezpośrednio na wiedzy naukowej. W tego rodzaju koncepcjach zazwyczaj władza spoczywałaby w rękach grupy specjalistów, natomiast osoby bez wiedzy naukowej posiadałyby niewielki lub żaden wpływ na sytuacje polityczną. Dosłownie każdy aspekt życia społecznego czy relacji międzyludzkich miałby być oceniany i korygowany naukowo. 